# Giuseppe Valeriano

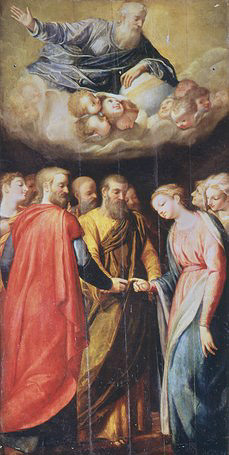
Esponsales de la Virgen, Santo Spirito, Sassia.

Giuseppe Valeriano (L'Aquila, agosto de 1542-Nápoles, 15 de julio de 1596) fue un pintor, arquitecto y jesuita italiano, uno de los máximos exponentes de lo que se dio en llamar contramaniera, movimiento artístico que tuvo su mayor implantación en Roma como traducción plástica de la mentalidad contrarreformista de la Iglesia católica.

## Biografía

### Pintor
Comenzó en su ciudad natal como alumno del pintor Pompeo Cesura, aunque Valeriano está documentado en Roma ya a principios de la década de 1560. Uno de sus primeros trabajos en la capital fue la decoración de la Cappella dell'Ascensione en la iglesia del Santo Spirito de Sassia. También realizó para el mismo emplazamiento un cuadro de altar con la Asunción de Cristo (hacia 1570), en el que puede observarse la fuerte influencia que ejerció Sebastiano del Piombo sobre Valeriano, que conocía sin duda su obra del mismo tema en San Pietro in Montorio.
Su estilo como pintor es algo provinciano, influido por los manieristas romanos sucesores de Pellegrino Tibaldi y Michelangelo Buonarroti. Intentó dotar a sus figuras de una gran expresividad, con frecuencia demasiada, lo que le hace caer en la sensiblería. Otra característica de su pintura es una tendencia al desequilibrio entre las figuras y el espacio que las rodea. Colaboró en diversos proyectos con otros pintores afines (sobre todo ideológicamente) a su estilo como Scipione Pulzone o Gaspare Celio. Sin embargo, su legado pictórico es mínimo, mostrándose como un ejecutante torpe aunque con alguna capacidad de transmitir intensidad emocional a sus obras. Con el tiempo se limitó a realizar diseños a los que otros artistas más hábiles darían forma definitiva.

### Arquitecto

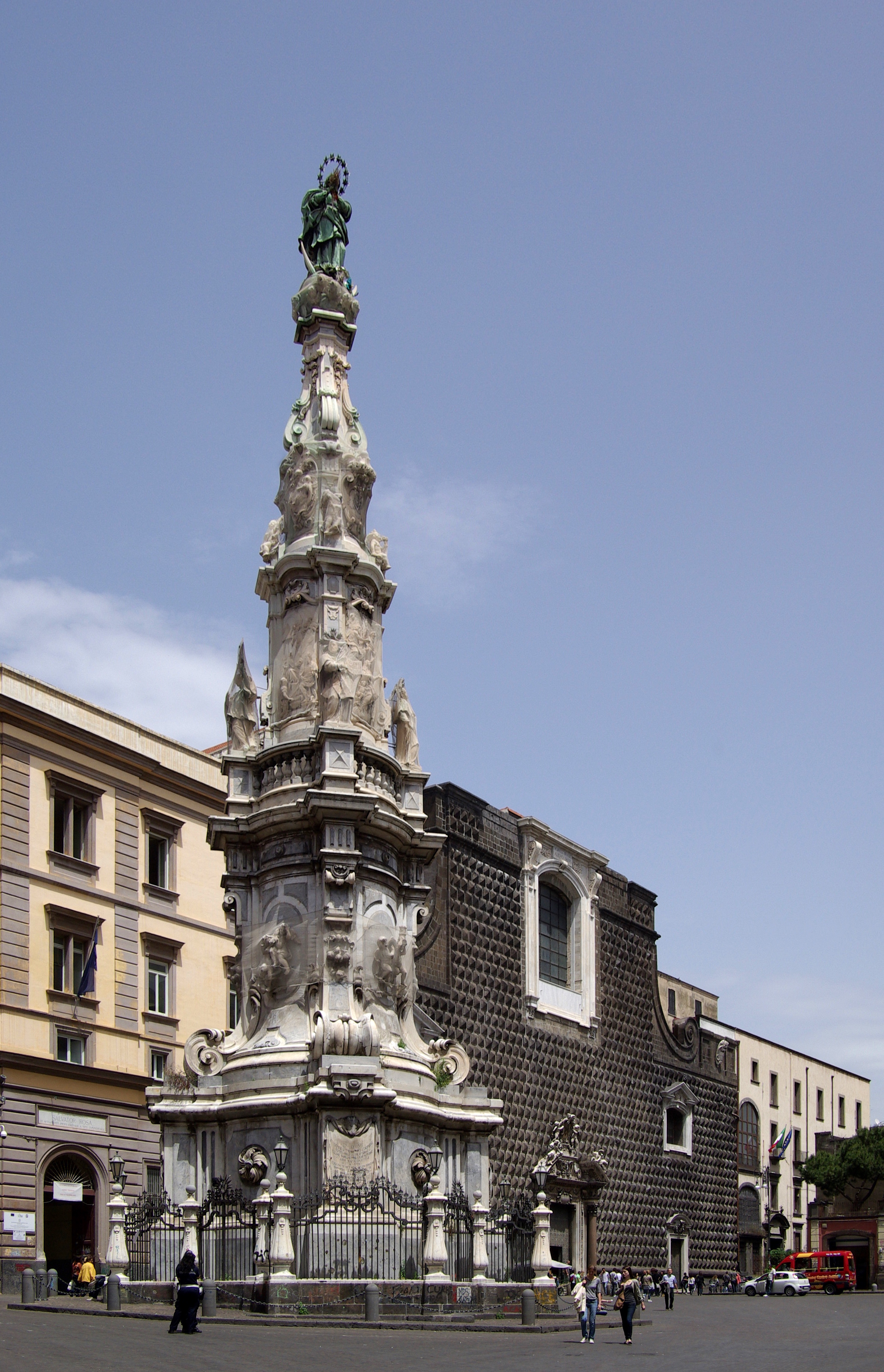
Fachada de la iglesia del Gesù Nuovo, Nápoles.

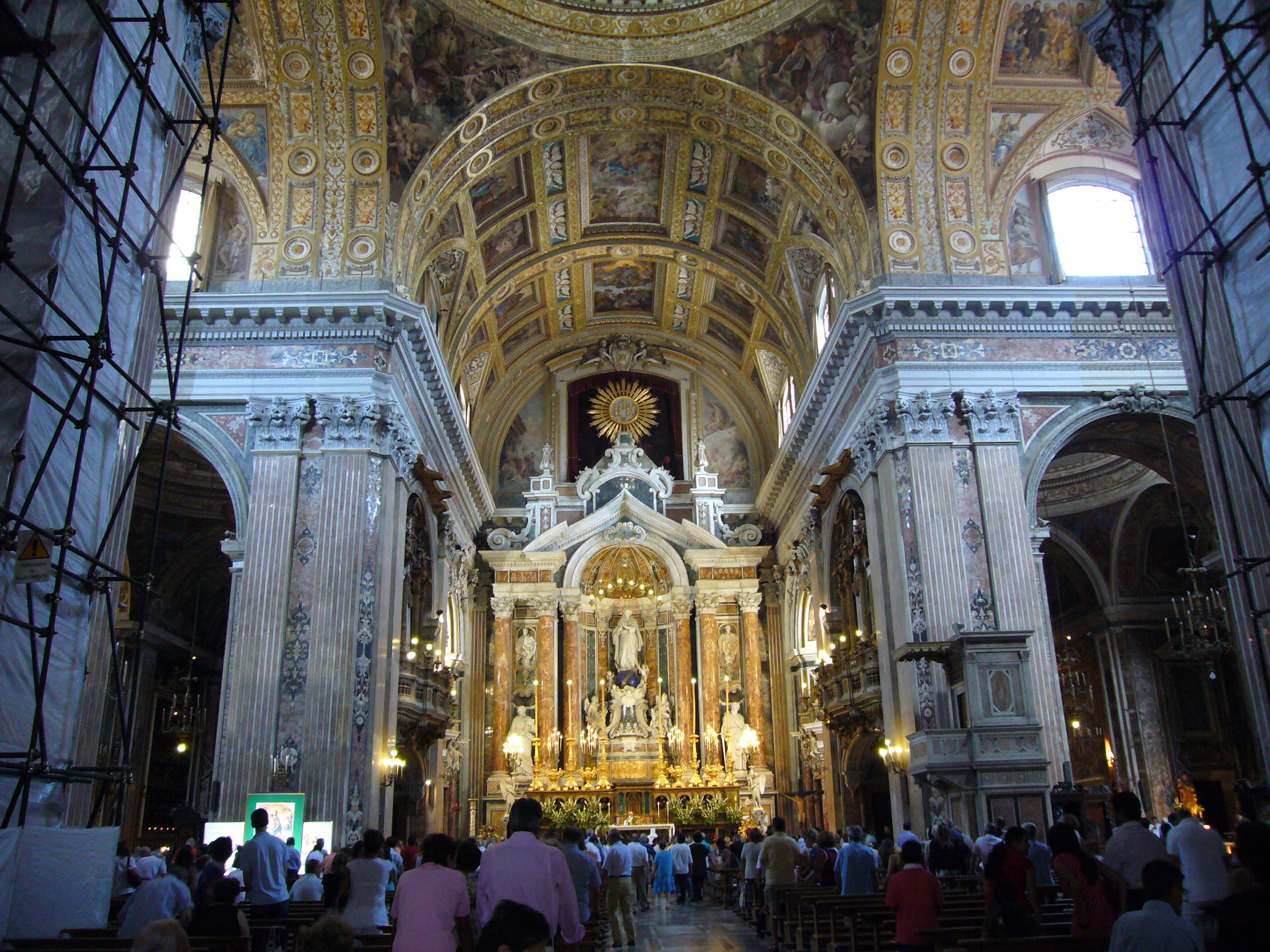
Interior de la iglesia del Gesù Nuovo, Nápoles.

Valeriano alcanza un mayor relieve como arquitecto. Las primeras pruebas de su trabajo en este campo fueron posiblemente realizadas en España, país al que viajó en 1573, donde al año siguiente pasaría a formar parte de la Compañía de Jesús. La iglesia de Villagarcía de Campos y varios proyectos para los jesuitas de Sevilla, Granada, Córdoba, Málaga y Trigueros son de su mano, aunque la mayoría de ellos no pasaron del papel. También para los jesuitas realizó el proyecto de la iglesia de la Compañía de Segovia en 1577, año en que se puso la primera piedra. Trabó conocimiento con Juan de Herrera, cuyo trabajo en el Escorial marcó profundamente la visión de Valeriano, como puede comprobarse en sus proyectos del Collegio Romano, una vez de vuelta a Italia en 1580 tras una estancia en Portugal. Este edificio, tradicionalmente adjudicado a Bartolomeo Ammanati y fundado por el papa Gregorio XIII, es ahora aceptado como obra de Valeriano, en colaboración con Giacomo della Porta.
En 1584 realizó diseños para el nuevo edificio del Collegio Massimo (ahora Universidad) de Nápoles, y comenzó a trabajar en su gran obra maestra, la iglesia del Gesù Nuovo, la mayor iglesia jesuita del sur de Italia. La posterior iglesia del Gesù en Génova, también obra suya, tiene una planta muy similar (1589). En 1591, Valeriano trabajó en la ampliación de la Michaelskirche de Múnich, y en 1592 hizo planos para los edificios jesuitas de Lisboa, Malta, L'Aquila, Marsella y Palermo.

## Obras destacadas

### Pintura
- Ascensión de Cristo (1570, Santo Spirito, Sassia)
- Decoraciones de la Cappella della Strada (1588, Gesù, Roma), diseños de Valeriano ejecutados por Scipione Pulzone.
- Decoraciones de la Capella della Passione (c. 1590, Gesù, Roma), diseños de Valeriano ejecutados por Gaspare Celio.

### Arquitecto - Tracista
- El primer Colegio Jesuita de Salamanca. (Salamanca, 1577)
- Collegio Massimo (Nápoles, 1584)
- Gesù Nuovo (Nápoles, 1584)
- Collegio Romano, con Giacomo della Porta aunque atribuido a Bartolomeo Ammannati. (Roma, 1787)
- Gesù (Génova, 1589)